# Pastore di Erma
Il Pastore di Erma (in greco antico: Ποιμὴν τοῦ Ἑρμᾶ?, Poimèn toŷ Ermâ; in latino Hermae Pastor), originariamente intitolato semplicemente Il Pastore, è un testo paleocristiano di genere apocalittico, composto nella prima metà del II secolo. Prende il nome dal personaggio principale della Visione V, l'Angelo della Penitenza, il quale appare ad Erma nelle vesti di pastore. Sebbene non sia inserito nel canone biblico, il Pastore godette di un'ampia fortuna tra i cristiani del II secolo, tanto che alcuni Padri della Chiesa lo considerarono Sacra Scrittura.
È composto da cinque Visioni, dodici Comandamenti e dieci Similitudini (o parabole). Facendo uso di allegorie e dedicando speciale attenzione alla Chiesa, chiede ai fedeli di pentirsi dei peccati che l'hanno danneggiata.
Originariamente scritto a Roma in lingua greca, fu presto tradotto due volte in latino. Le due versioni latine sono le cosiddette "Vulgata" (inizio III secolo circa) e "Palatina" (V secolo). Il testo tradotto in latino si è conservato per intero, mentre quello greco è incompleto in quanto mancano gli ultimi paragrafi della nona Similitudine e tutta la decima Similitudine.

## Autore, luogo e data di composizione
Per Origene di Alessandria il Pastore fu composto da quell'Erma che è citato da Paolo di Tarso nella Lettera ai Romani 16,14; questa attribuzione fece sì che Origene tenesse in grande considerazione questa opera, che citò copiosamente nelle proprie come Scrittura, tuttavia questa identificazione ormai non è più accettata. Il Canone muratoriano afferma che il Pastore fu composto da Erma, fratello di papa Pio I (140-154), notizia confermata dal Catalogo liberiano; ma malgrado ciò l'identità dell'autore non è accertata. Alcuni studiosi hanno proposto di assegnare l'opera alla paternità di più autori, ma quest'ipotesi non è condivisa,, così come l'ipotesi secondo la quale l'opera sarebbe stata originariamente ebraica e solo successivamente modificata in senso cristiano.
Il contenuto del testo riguarda la Chiesa romana, e il testo fu composto a Roma.
Quanto alla data di composizione, va notato che varie parti del testo ebbero origine in periodi differenti. Le Visioni I-IV furono scritte in un'epoca in cui i cristiani erano minacciati di persecuzione, forse sotto l'imperatore Traiano (è possibile - sebbene non sia un'ipotesi condivisa tra gli studiosi - che il Clemente che si nomina nel testo fosse Clemente di Roma). Visioni V - Similitudine VIII e Similitudine X sono successive, forse scritte dallo stesso autore della sezione precedente, e prescrivono le penitenze per i cristiani che avevano dubitato durante il periodo di persecuzione. La Similitudine IX, infine, fu scritta per ricucire insieme il testo e per minacciare coloro che avevano ceduto alla persecuzione abbandonando la fede; quest'ultima fase compositiva risale ad un periodo sufficientemente precedente a Ireneo di Lione (che scrive attorno al 175), probabilmente nel 140.

## Contenuto
Il Canone muratoriano dà notizia del testo e del suo uso ecclesiastico, ma lo pone esplicitamente fuori dal canone biblico, mentre il Catalogus Claromontanus lo considera canonico.
È uno scritto ibrido: presenta cinque visioni alle quali seguono dodici precetti e dieci similitudini o parabole (alla sobrietà della parabola evangelica contrappone troppi simboli, dettagli, linguaggi oscuri). 
Segna un importante problema: remissione dei peccati post-battesimali. Con l'aumento dei credenti e per la fragilità dell'uomo si verificano casi di gravi colpe che portavano alla scomunica dei colpevoli (i peccati si rimettevano solo con il battesimo). Per trovare rimedio per le colpe post-battesimali Erma ricorre alla rivelazione divina che vuole comunicare a tutti: parla di una seconda possibilità di perdono (per rendere autorevole il messaggio c'è bisogno di una rivelazione divina affidata all'angelo rivelatore, detto anche della Penitenza nelle vesti di un Pastore – di cui il nome dell'opera).
Su quest'opera, oltre all'Angelo della Penitenza rappresentato dal Pastore, domina un'altra figura: una matrona veneranda in abiti splendenti. È un'opera che serve per frenare le scomuniche e l'estromissione dei cristiani dalle comunità.
Erma scrisse un'apocalisse (una rivelazione trasmessa da un intermediario celeste senza, in questo caso, la descrizione degli eventi). Le rivelazioni provengono dalla vecchia matrona, simbolo della Chiesa, e dal Pastore, angelo della penitenza: a chi si fosse macchiato, dopo il battesimo, di peccati pubblici e gravi era offerta un'occasione per essere riammesso nella comunità dei fedeli.
Gli spunti di riflessione cristologica non sono minimamente coerenti tra loro: a volte Cristo è presentato in figura angelica, altre volte è Figlio di Dio, distinto da Gesù uomo, altre viene assimilato allo Spirito Santo. Risulta invece assente la cristologia di tipo Logos, forse perché ritenuta eretica dall'autore.

## Trasmissione del testo
Il testo greco de Il Pastore è giunto principalmente attraverso due manoscritti mutili, il Codex Sinaiticus (IV secolo) e un codice scoperto da Costantino Simonidis a Monte Athos (XIV secolo). Numerosi frammenti papiracei rendono il testo greco oggi disponibile quasi completo.

Si sa che già alla fine del II secolo circolavano traduzioni fatte in latino del libro, probabilmente composte in area romana.
La fortuna dell'opera in Occidente fu pero' di breve durata, perché gia' San Girolamo lamentava che essa fosse a malapena conosciuta presso la Chiesa latina.
(San Girolamo, De viris illustribus, X, traduzione Franceschini.)
Nell'Oriente cristiano, il Pastore ebbe maggior fortuna: testimoni di questa fortuna presso le Chiese d'Oriente sono una traduzione etiopica del Pastore., alcuni frammenti di traduzioni in copto e un frammento di un adattamento manicheo in medio persiano. Tuttavia la diffusione dell'opera conobbe un brusco arresto nel VI secolo con il Decretum Gelasianum.

Paradossalmente invece in Occidente l'opera continua a essere ricopiata in ambienti religiosi e a circolare
Le traduzioni latine costituiranno per secoli l'unica forma in cui circolava il libro in Europa: le usa ancora J.P. Migne, che pubblica Il Pastore nel secondo volume della Patrologia Graeca (1857)
Il testo greco riappare nel 1856, quando Anger e Dindorf pubblicano il codice rinvenuto dal Simonidis
Harnack e von Gebhardt pubblicano un'edizione critica del testo greco a Lipsia nel 1877, corredata del testo latino del Codice Palatino. Seguono le edizioni critiche di Hilgenfeld (Lipsia, 1881),  von Funk (Tubinga, 1901) e Lake (1913, con traduzione inglese).

L'edizione critica più recente è quella di Ehrman, che sostituisce quella di Lake nella Loeb Classical Library. L'alternativa meno vetusta e' Joly (1968).

Poiché il testo greco oggi disponibile non è completo, le traduzioni antiche continuano a rivestire grande importanza. Si spiegano cosi le recenti edizioni critiche del testo latino. e gli studi sul testo etiopico

L'editio princeps del testo latino venne pubblicata nel 1513da Jacques Lefèvre d'Étaples all'interno del "Liber trium virorum et trium spiritualium virginum"

### Le traduzioni italiane
A partire dal 1920 ci sono state almeno dieci traduzioni del Pastore in lingua italiana, di cui ben cinque dopo il 1996, segno di un interesse crescente verso questo testo della letteratura cristiana antica.

### Opere generali
- Gustave Bardy e Gerardo di Nola, Storia della letteratura cristiana latina antica, Roma, Libreria Editrice Vaticana, 1999, ISBN 88-209-2640-7.
- (EN) Joseph Tixeront, Handbook of Patrology, 2ª ed., Herder Book Company, 1923  [1920]. Ospitato su archive.org.
- (EN) Werner Sundermann, Hermas, The Shepherd of, in Encyclopædia Iranica, XII, Fasc. 3, 2003,  pp. 232-234.
- Gerhard Rauschen, Manuale di Patrologia, 4ª ed., Firenze, Libreria Editrice Fiorentina, 1912. Ospitato su archive.org.
- (FR) Johann Baptist Alzog, Manuel de Patrologie, traduzione di P. Bélet, Parigi/Bruxelles, Société générale de Librairie catholique, 1877.
- P.G. Franceschini, Manuale di Patrologia, Milano, Hoepli, 1919. Ospitato su archive.org.
- (ES) Berthold Altaner, Patrología, traduzione di Eusebio Cuevas e Ursicíno Domínguez-Del Val, 4ª ed., Madrid, Espasa-Calpe, 1956. Ospitato su archive.org.

### Edizioni critiche
- (LA) Jacobus Faber Stapulensis (a cura di), Hermae Pastor, in Liber triun virorum et trium spiritualium virginum.., Parigi, Henricus Stephanus, 1513,  pp. 1-17.
- (GRC, LA) Jean Baptiste Cotelier (a cura di), Sanctorum Patrum qui temporibus apostolicis floruerunt.., Parigi, 1672,  pp. 35 ss. Ospitato su books.google.com.
- (GRC, LA) Andrea Galland (a cura di), Bibliotheca veterum patrum, vol. 1, Venezia, 1765,  pp. 59 ss.. Ospitato su play.google.com.
- (GRC, LA) Jacques Paul Migne (a cura di), Patrologia Graeca, vol. 2, 1857. Ospitato su archive.org.
- (GRC, LA) Rudolf Anger e Karl Wilhelm Dindorf (a cura di), Hermae Pastor Graece, Lipsia, 1856. Ospitato su archive.org.
- (GRC, LA) Adolf Hilgenfeld (a cura di), Hermae Pastor Graece, in Novum Testamentum extra canonem receptum, vol. 3, Lipsia, 1866. Ospitato su archive.org.
- (GRC, LA) Oscar von Gebhardt, Adolf von Harnack e Theodor Zahn (a cura di), Hermae Pastor Graece, in Patrum Apostolicorum Opera, vol. 3, Lipsia, Heinrichs, 1877. Ospitato su archive.org.
- (GRC, LA) Adolf Hilgenfeld (a cura di), Hermae Pastor Graece, Lipsia, 1881. Ospitato su archive.org.
- (GRC, LA, EN) John Barber Lightfoot e J.R. Harmer (a cura di), The Apostolic Fathers, Londra, McMillan, 1912  [1891]. Ospitato su archive.org.
- (GRC, LA) Francis Xavier von Funk (a cura di), Patres Apostolici, vol. 1, Tubinga, 1901. Ospitato su archive.org.
- (EN, GRC) Kirsopp Lake (a cura di), The Sheperd of Hermas, in The Apostolic Fathers, vol. 2, Londra/New York, 1917  [1913], ISBN 0674990285.
- (FR, GRC, LA) Robert Joly (a cura di), Hermas, Le pasteur, 1ª ed., Parigi, Éditions du Cerf, 1958, ISBN non esistente.
- (FR, GRC, LA) Robert Joly (a cura di), Hermas, Le pasteur, 2ª ed., Parigi, Éditions du Cerf, 1968, ISBN 978-22-0402-505-8.
- (EN, GRC) Bart Ehrman (a cura di), The Sheperd of Hermas, in The Apostolic Fathers, vol. 2, Harvard University Press, 2003, ISBN 978-0674996083.
- (LA) Adolf Hilgenfeld (a cura di), Hermae Pastor: veterem Latinam interpretationem, Lipsia, 1873. Ospitato su play.google.com.
- (LA, EN) Christian Tornau e Paolo Cecconi (a cura di), The Shepherd of Hermas in Latin. Critical Edition of the Oldest Translation Vulgata, Berlino-Boston, Walter de Gruyter, 2014, ISBN 978-3110340754.
- (IT, LA) Anna Vezzoni (a cura di), Il Pastore di Erma, Introduzione di Antonio Carlini, Firenze, Casa Editrice Le Belle Lettere, 1994, ISBN 88-7166-161-3.
- (LA, GEZ) Antoine d'Abbadie, Hermae Pastor: Aethiopice primum edidit et Aethiopica latine vertit Antonius d'Abbadie, Lipsia, Brockhaus, 1860.
- (LA, DE) Sofronio Eusebio Girolamo, De viris illustribus, a cura di Carl Albrecht Bernoulli, Friburgo / Lipsia, 1895.

### Tesi di dottorato
- (EN) David Ian Baker, The Shepherd of Hermas: a socio-rhetorical and statistical-linguistic study of authorship and community concerns (PDF), Cardiff, 2006.

### Pubblicazioni scientifiche
- (EN) Massimo Villa, La versione etiopica del Pastore di Erma (ሄርማ፡ ነቢይ፡). Riedizione critica del testo (Visioni e Precetti) (PDF), in COMSt Bulletin, vol. 1, n. 2, Amburgo, 2015,  pp. 115-118, ISSN 2410-0951 (WC · ACNP).
- (EN) Paolo Cecconi, The Vulgata translation of Hermae Pastor: new unknown sources, in Res Publica Litterarum, vol. 35, Salerno, 2012,  pp. 35-49, ISBN 978-88-8402-897-6. Ospitato su academia.edu.
- Antonio Carlini e Michele Bandini, Il Pastore di Erma. Nuove testimonianze e vecchi problemi, in Guido Bastianini e Angelo Casanova (a cura di), I papiri letterari cristiani : atti del Convegno internazionale di studi in memoria di Mario Naldini, Firenze, 10-11 giugno 2010, Firenze, Istituto Papirologico G. Vitelli, 2011,  pp. 91-105, ISBN 978-88-87829-45-7. Ospitato su academia.edu.
- Michele Bandini, Un nuovo frammento greco del Pastore di Erma. (PDF) [collegamento interrotto], in Revue d'Histoire des Textes, vol. 30-2000, 2001,  pp. 109-122.
- (EN) Dan Batovici, Two Notes on the Papyri of the Shepherd of Hermas and Its Egyptian Transmission, in Archiv für Papyrusforschung, vol. 62, n. 2, 2016,  pp. 384-395. Ospitato su academia.edu.
- (EN) Dan Batovici, Hermas in Latin. Notes on a recent edition, in Ephemeridae Theologicae Lovanienses, vol. 94, n. 1, 2018,  pp. 151-157, DOI:10.2143/ETL.94.1.1.3281490, ISSN 1783-1423 (WC · ACNP). Ospitato su academia.edu.
- (EN) Dan Batovici, Some Observations on the Coptic Reception of the Shepherd (PDF), in COMSt Bulletin, vol. 3, n. 2, Amburgo, 2017,  pp. 81-96, ISSN 2410-0951 (WC · ACNP).

### Traduzioni italiane
Si da' un elenco delle traduzioni italiane del Pastore per facilitarne la ricerca. A queste va ovviamente aggiusta la traduzione italiana in Vezzoni (1994)
- Giovanni Battista Gallicciolli (a cura di), Il Pastore di S. Erma volgarizzato da.., Venezia, Stamperia Carlo Palese, 1796, OCLC 886405765.
- Pietro Baldoncini (a cura di), Il pastore di Erma, Roma, Tipografia Poliglotta Vaticana, 1920, OCLC 27955319.
- Maria Monachesi (a cura di), Il pastore di Erma, Roma, Libreria editrice di cultura, 1923, OCLC 868588329. (parziale)
- Rovigo Marzini (a cura di), Il Pastore, Siena, E. Cantagalli, 1928, OCLC 78335129.
- (GRC, IT) Guido Bosio (a cura di), Il Pastore di Erma, in Sanctorum Patrum Graecorum et Latinorum Opera Selecta, vol. 3, Torino, Società Editrice Internazionale, 1955, OCLC 163706168.
- Erma, Il pastore, a cura di Omero Soffritti, Milano, Edizioni Paoline, 1971, ISBN non esistente, OCLC 797284486.
- Giorgio De Capitani (a cura di), Il pastore di Erma, Prefazione di Mons. Enrico Galbiati, Pessano, Mimep-Docete, 1996, ISBN 88-86242-44-1.
- Erma, Il Pastore, a cura di Maria Beatrice Durante Mangoni, Bologna, EDB, 2003, ISBN 8810206223, OCLC 64228697.
- Antonio Quacquarelli (a cura di), Il pastore di Erma, Introduzione di Dag Tessore, Roma, Città Nuova, 2007, ISBN 978-88-311-1438-7.
- Maria Scalisi (a cura di), Il pastore di Erma, Prefazione di Lorenzo Dattrino, Roma, Aracne, 2009, ISBN 978-88-548-6385-9.
- (GRC, IT) Emanuela Prinzivalli e Manlio Simonetti (a cura di), Seguendo Gesù: testi cristiani delle origini, vol. 2, Milano, Fondazione Lorenzo Valla / Arnoldo Mondadori Editore, 2015, ISBN 978-88-04-59422-2, OCLC 910474436.

### Bibliografie
- Ernst Philip Goldschmidt, Medieval Texts and their first appearance in print, New York / Londra, 1969  [1943], ISBN 0819602264, OCLC 14752135.